# Mount Don Pedro Christophersen
Mount Don Pedro Christophersen är ett berg i Antarktis. Det ligger i Västantarktis. Nya Zeeland gör anspråk på området. Toppen på Mount Don Pedro Christophersen är 3 925 meter över havet. Berget har namn efter norrmannen  "Don Pedro" (egentligen Peter) Christophersen (1845–1930), som till stor del finansierade Roald Amundsens sydpolsexpedition 1909–1912.
Terrängen runt Mount Don Pedro Christophersen är huvudsakligen bergig, men åt nordväst är den kuperad. Mount Don Pedro Christophersen är den högsta punkten i trakten. Trakten är obefolkad. Det finns inga samhällen i närheten. 